# Stereomastis phosphorus
Stereomastis phosphorus е вид десетоного от семейство Polychelidae. Видът не е застрашен от изчезване.

## Разпространение и местообитание
Разпространен е в Бангладеш, Индия (Андамански острови, Андхра Прадеш, Западна Бенгалия, Ориса и Тамил Наду), Мианмар, Тайланд и Шри Ланка.
Обитава пясъчните дъна на морета. Среща се на дълбочина от 203,5 до 1400 m, при температура на водата от 3,3 до 15,4 °C и соленост 34,1 – 35 ‰.